# ムババーネ
ムババーネまたはムババネ（英語: Mbabane、スワジ語: ÉMbábáne [ɛ́ᵐbʱáɓánɛ]）は、エスワティニ王国（旧スワジランド王国）の都市。エスワティニの行政府及び最高裁判所が置かれている。立法府及び王宮はロバンバに置かれているが、対外的にはムババーネが首都と認識されている。

## 概要
ムババーネはムディンバ山脈の麓に位置している。ホホ地方、サローディングの政治･経済の中心都市である。

### 名称
ムババーネの名称は、イギリスの開拓団が到着した際の先住民の酋長の氏名から付けている。

## 地理

### 気候
7月の平均気温は15℃、1月は22℃。

### 人口
人口は9万5000人（2007年）規模であり、エスワティニ王国ではマンジニ地方のマンジニに次ぐ第2の都市である。

## 気候
ケッペンの気候区分では温暖冬季少雨気候 (Cwb) に属する。
| ムババーネの気候                        | ムババーネの気候 | ムババーネの気候 | ムババーネの気候 | ムババーネの気候 | ムババーネの気候 | ムババーネの気候 | ムババーネの気候 | ムババーネの気候 | ムババーネの気候 | ムババーネの気候 | ムババーネの気候 | ムババーネの気候 | ムババーネの気候 |
| 月                                      | 1月              | 2月              | 3月              | 4月              | 5月              | 6月              | 7月              | 8月              | 9月              | 10月             | 11月             | 12月             | 年               |
| --------------------------------------- | ---------------- | ---------------- | ---------------- | ---------------- | ---------------- | ---------------- | ---------------- | ---------------- | ---------------- | ---------------- | ---------------- | ---------------- | ---------------- |
| 平均最高気温 °C （°F）                  | 24.9 (76.8)      | 24.5 (76.1)      | 24.1 (75.4)      | 22.6 (72.7)      | 21.4 (70.5)      | 19.3 (66.7)      | 19.8 (67.6)      | 21.3 (70.3)      | 23.2 (73.8)      | 22.8 (73)        | 22.5 (72.5)      | 23.7 (74.7)      | 22.5 (72.5)      |
| 平均最低気温 °C （°F）                  | 14.9 (58.8)      | 14.5 (58.1)      | 13.4 (56.1)      | 11.0 (51.8)      | 7.9 (46.2)       | 4.7 (40.5)       | 4.6 (40.3)       | 6.6 (43.9)       | 9.5 (49.1)       | 11.3 (52.3)      | 12.9 (55.2)      | 14.2 (57.6)      | 10.5 (50.9)      |
| 雨量 mm （inch）                        | 253.2 (9.969)    | 224.6 (8.843)    | 151.6 (5.969)    | 87.9 (3.461)     | 33.8 (1.331)     | 19.4 (0.764)     | 20.1 (0.791)     | 35.1 (1.382)     | 69.4 (2.732)     | 141.9 (5.587)    | 197.8 (7.787)    | 206.9 (8.146)    | 1,441.7 (56.76)  |
| 平均降雨日数                            | 16.9             | 14.3             | 13.8             | 9.8              | 5.1              | 2.8              | 3.1              | 6.5              | 9.2              | 14.9             | 17.0             | 16.5             | 129.9            |
| 出典：World Meteorological Organization |                  |                  |                  |                  |                  |                  |                  |                  |                  |                  |                  |                  |                  |

## 政治

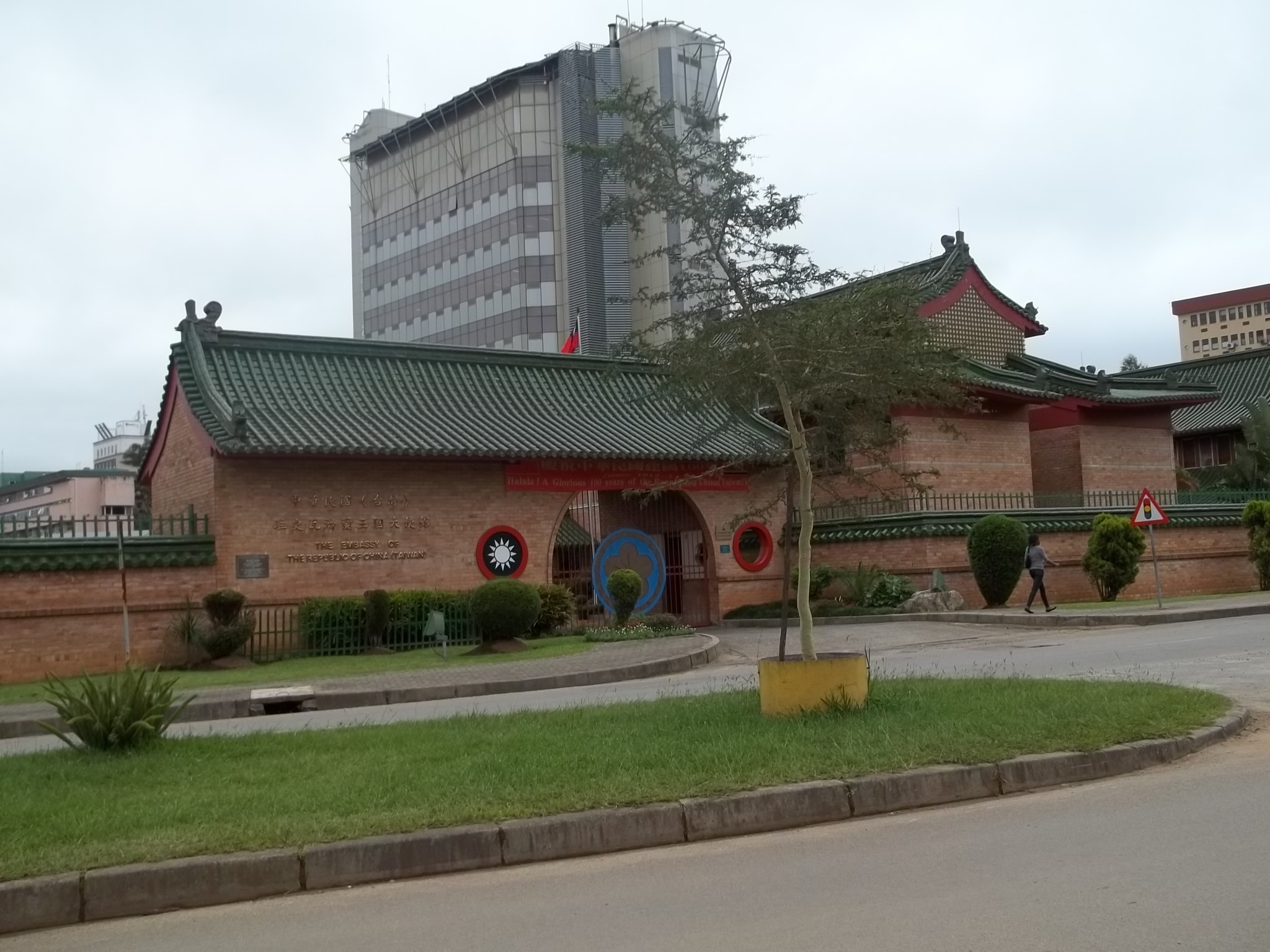
中華民国大使館

行政府が置かれているためエスワティニ王国の行政首都は当市である。
しかし、王宮と議会は、ホホ地方にある王都のロバンバに置かれているため、そちらは「立法」の首都とされている。
また、同国経済の中心地となっているのはマンジニ地方のマンジニである。

## 経済
付近では、錫と鉄が多く産出される。

## 姉妹都市・提携都市
- フォートワース（アメリカ合衆国 テキサス州）
- 台北市（中華民国 直轄市）
- メルシン（マレーシア連邦 ジョホール州）
- メリリャ（スペイン王国）
- ハイファ（イスラエル国 ハイファ地区）
- マプト（モザンビーク共和国 マプト州）

## 出身著名人
- テンダネス（英語版） - ミュージシャン